# Руквапитек
Руквапитек (лат. Rukwapithecus) — род ископаемых человекообразных обезьян подсемейства Nyanzapithecinae семейства Proconsulidae. Известен единственный вид Rukwapithecus fleaglei.
Описан по половине нижней челюсти с четырьмя сохранившимися зубами. Находка сделана в юго-западной части Танзании в долине Руква (неподалёку от города Мбея).
Кости были найдены в слое возрастом 25,2 млн лет (поздний олигоцен). На данный момент руквапитек считается древнейшей из найденных человекообразных обезьян.